# Sandur (Faeröer)
Sandur is een dorp behorende tot de gemeente Sands kommuna in het zuiden van het eiland Sandoy op de Faeröer. Sandur heeft 599 inwoners. De postcode is FO 210. Het dorp heeft ook een voetbalclub die speelt onder de naam B71. Sandur ligt op een schiereiland tussen de meren Gróthúsvatn in het noordwesten en Sandsvatn in het noordoosten. De enige camping van Sandoy is te vinden in Sandur en er is ook nog het Hotel Ísansgarður. In Sandur kwam in vroegere tijden het thing (een jaarlijkse volksraad) samen wat wijst op het vroegere belang van het dorp.
De componist Sunleif Rasmussen is geboren in Sandur (1961).

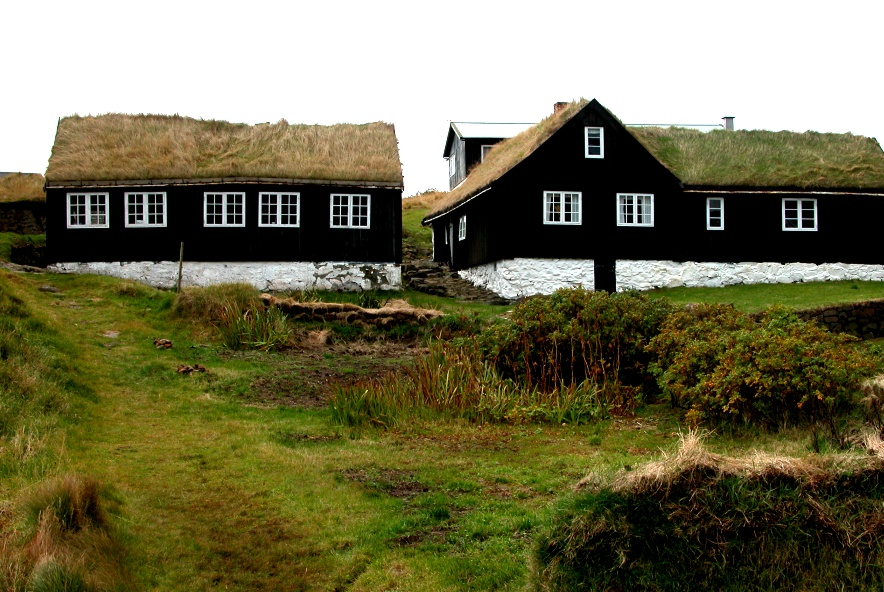
Oude traditionele huisjes
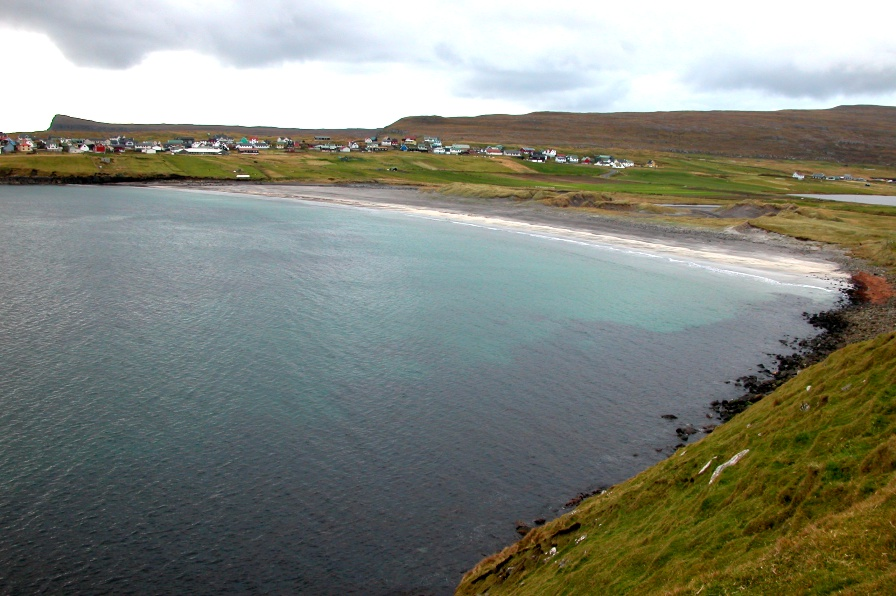
Een zandstrand in Sandur

## Heidense begraafplaats
In 1989 ontdekten archeologen een heidense begraafplaats uit de Vikingtijd. Men vond er de goedbewaarde resten van een vrouwenskelet in een graf van 150 centimeter lang. In het graf vond men ook drie barnstenen halssnoeren, een halssnoer uit blauw glas en een mes.